# Black Canyon City, Arizona
Black Canyon City je naseljeno područje za statističke svrhe u američkoj saveznoj državi Arizona. Prema popisu stanovništva iz 2010. u njemu je živjelo 2,837 stanovnika.